# Theridion tikaderi
Theridion tikaderi är en spindelart som beskrevs av Patel 1973. Theridion tikaderi ingår i släktet Theridion och familjen klotspindlar. Inga underarter finns listade i Catalogue of Life.